# Félix Gibbs
Félix Enrique Gibbs político argentino del Partido Demócrata que asumió el gobierno de la Provincia de Mendoza entre 1972 y 1973, como interventor de facto, luego de la renuncia presentada por el interventor Francisco Gabrielli como consecuencia de un episodio de represión a protestas y manifestaciones populares que sería recordado como «el Mendozazo».